# Comuna Zlatar Bistrica, Krapina-Zagorje
Zlatar Bistrica este o comună în cantonul Krapina-Zagorje, Croația, având o populație de 2.600 de locuitori (2011).

## Demografie
Componența etnică a comunei Zlatar Bistrica
     Croați (99,04%)
     Necunoscut (0,15%)
     Neclasificat (0,65%)
Componența confesională a comunei Zlatar Bistrica
     Catolici (95,73%)
     Fără religie și atei (1,23%)
     Necunoscută (1,92%)
     Alte religii (1,12%)
Conform recensământului din 2011, comuna Zlatar Bistrica avea 2.600 de locuitori. Din punct de vedere etnic, majoritatea locuitorilor (99,04%) erau croați. Apartenența etnică nu este cunoscută în cazul a 0,15% din locuitori. Din punct de vedere confesional, majoritatea locuitorilor (95,73%) erau catolici, cu o minoritate de persoane fără religie și atei (1,23%). Pentru 1,92% din locuitori nu este cunoscută apartenența confesională.